# 楊和
楊和（直译：「格倫·羅伯森·楊」，1996年8月30日—），出生於加拿大温哥华，香港男子籃球運動員，司職控球後衛或得分後衛，現效力於東亞超級聯賽香港東方。

## 早年生活
楊和出生於加拿大温哥华，在5歲的時候，因為父親的工作關係從加拿大溫哥華移民香港，並從此就定居於港兼入讀英皇佐治五世學校。在偶然的一次籃球興趣班，楊和遇上前甲一球員兼其啟蒙教練方立然，從此籃球就成為他的目標。在教練的指導和自己不斷練習下，開始於學界賽事打出成績，然而教練認為如果他真的想往籃球方面發展，到外國升學進步必定更快，於是建議當時15歲的楊和回到母親的家鄉加拿大，繼續讀書兼打籃球。楊和遠赴加拿大後先在當地的溫斯頓邱吉爾中學就讀兩年，升讀當地皇家山大學就讀商科，並開始參加當地最高水平的加拿大大學聯賽，在他首年表現平平，但到2015年已經站穩球隊正選位置，並於2015/16賽季於20場比賽平均上場27.8分鐘，錄得10.6分，2.8助攻，2.8個籃板，1.3次偷球。
楊和的父親為杨强。母親來自加拿大卡尔加里。

## 職業生涯
在2016年暑假，楊和獲甲一南華球員兼其兒時教練余理洋介紹，到球隊跟操半個月，隨後正式加盟南華至季尾，於對遊協的首場比賽，即取得全場最高的19分，更在季尾的總決賽正選即首度贏得總冠軍。在2017年暑假，楊和再度回港，再協助南華衛冕甲一總冠軍。
2019年11月21日，楊和加入西班牙籃球丁級聯賽庫列雷多。2020年9月7日，西班牙籃球乙級聯賽聖奧古斯丁海灣宣布楊和加入球隊，楊和代表聖奧古斯丁海灣出賽兩場。2021年楊和回到香港繼續效力南華。
2022年6月21日，楊和宣布離開南華。6月22日，楊和加盟東亞超級聯賽香港球隊灣區翼龍。
2023年3月31日，加拿大精英籃球聯賽溫尼伯海熊宣布簽下楊和。在那裡楊和需適應目標得分制制度。9月1日，楊和效力的灣區翼龍宣布解散。10月20日，《南華早報》報導楊和加入P. LEAGUE+高雄17直播鋼鐵人，並計畫2024年效力當時鋼鐵人擁有者錢濤在全国男子篮球联赛的球隊香港金牛。10月31日，鋼鐵人宣布簽下楊和，楊和為鋼鐵人2023-24賽季陣中第五位外籍球員。
2024年3月26日，P. LEAGUE+高雄17直播鋼鐵人宣布與楊和解除合約關係，楊和代表鋼鐵人出賽11場，場均繳出7.2分、3.4籃板、2.4助攻、1.6抄截。4月25日，溫哥華強盜宣布簽下楊和。9月24日，《南華早報》報導楊和加入香港東方參加東亞超級聯賽以及PBA委員盃。

## 國家隊生涯
2024年楊和申辦香港特區護照，於同年年底取得護照。

## 外部連結
- 楊和在fiba.basketball（英语）
- 楊和在P. LEAGUE+官網
- 楊和在Eurobasket.com（球員）（英语）
- 楊和在Proballers（英语）
- 楊和在RealGM（球員）（英语）
- 楊和在Flashscore（英语）
- . Winnipeg Sea Bears.   [2024-06-01]. （原始内容存档于2024-01-05）.